# NGC 7264
NGC 7264 é uma galáxia espiral (Sb) localizada na direcção da constelação de Lacerta. Possui uma declinação de +36° 23' 13" e uma ascensão recta de 22 horas, 22 minutos e 13,5 segundos.
A galáxia NGC 7264 foi descoberta em 17 de Setembro de 1863 por Albert Marth.